# Eduardo Rossoff
Eduardo Benjamín Rossoff Polack (Ciutat de Mèxic, 17 de febrer de 1955) és un cineasta i productor mexicà, de confessió jueva.

## Biografia
Va estudiar psicologia a la Universitat de San Diego i cinema a Tel-Aviv i París. Va treballar en televisió, especialment en programes de notícies. Ha produït: Coco Chanel, de George Kaczender, Encanteri a la ruta maia, de Clare Peploe i Aro Tolbukhin, dins la ment de l'assassí, d'Agustí Villaronga. Ha treballat també amb Maná, produint els seus videoclips musicals. Parla amb fluïdesa sis idiomes.

## Filmografia
- Ave María (2000), crítica a l'Església catòlica[3]
- Al filo de la mentira (2011)
- Sangre de familia (2013)
- Déjame vivir (2013)

## Premis
- Premi al Millor director novell en el Festival de cinema de l'Havana, per Ave María
- Premio del públic en el Festival de Newport Beach, per Ave María